# Jacky Durand
Pour les articles homonymes, voir Jacky Durand (écrivain) et Durand.
Jacky Durand, né le 10 février 1967 à Laval, est un coureur cycliste français, professionnel de 1990 à 2004. Au cours de sa carrière, Durand s'approprie un style d'attaquant, qui fait de lui un habitué des échappées au long cours. Il obtient la plupart de ses victoires en se lançant tôt dans des offensives, en solitaire ou à plusieurs, et ce peu importe la distance à parcourir, les difficultés ou la météo. Il compte à son palmarès le Tour des Flandres en  1992 (après une échappée de 217 kilomètres) et trois étapes sur le Tour de France.
Durand passe professionnel en 1990. Il devient champion de France sur route en 1993 et 1994 et remporte Paris-Tours en 1998, devenant le premier vainqueur français depuis 42 ans. Il participe à dix Tours de France (le dernier en 2002). En 1995, il est le vainqueur surprise du prologue, profitant du changement de météo après son passage. Cette victoire lui permet de porter le maillot jaune pendant deux jours. Durand s'adjuge le Prix de la combativité lors des Tours 1998 et 1999, terminant lanterne rouge en 1999. Il prend sa retraite à la fin de la saison 2004. Il est désormais commentateur des épreuves cyclistes sur la chaîne de télévision Eurosport.

## Biographie

### Les débuts
Jacky Durand est né dans une famille d'agriculteurs du sud de la Mayenne, originaire de Ballots. Il a commencé à courir dans la catégorie des Minimes (13-14 ans) puis chez les Cadets (15-16 ans), mais sans jamais gagner de courses. « C'est difficile de gagner pour un gosse quand on n'est ni un grimpeur ni un sprinteur », dira le Français. Par la suite chez les amateurs, il remporte plusieurs épreuves.
En 1988, encore amateur, il devient champion de France du contre-la-montre par équipes avec Laurent Bezault, Pascal Lino et Thierry Laurent. Il devient professionnel en 1990 et le reste jusqu'en 2004.

### Les longues échappées
Par la suite, Jacky Durand devient célèbre pour ses longues échappées en solitaire qui réussissent parfois, mais échouent le plus souvent. Le magazine français, « Vélo », publie chaque mois un Jackymètre qui comptabilise les kilomètres parcourus en tête de course au cours de la saison. Durand déclare en évoquant son style d'attaquant : « Heureusement, dans le cyclisme, ce n'est pas toujours le meilleur qui gagne, sinon nous ne gagnerions pas si souvent. »
Son style de baroudeur infatigable est encouragé par son premier directeur sportif chez Castorama, Cyrille Guimard. En 1992, il lui apporte une victoire totalement inattendue dans le Tour des Flandres (voir ci-dessous). Lors du championnat de France disputé à Châtellerault en 1993, Guimard lui ordonne d'attaquer tôt dans la course, pour tenter sa chance et empêcher la victoire de Laurent Brochard ou Luc Leblanc. Selon l'auteur, Jean-François Quénet, Guimard demanda à Durand d'attaquer de loin « parce qu'il ne voulait pas voir Laurent Brochard en bleu, blanc et rouge, et encore moins voulait-il un deuxième titre consécutif pour Luc Leblanc, qui était en désaccord avec l'équipe Castorama. » Jacky Durand remporte là son premier titre sur route, titre qu'il conserve l'année suivante.
Dans un autre registre, il profite des conditions climatiques qui se dégradent après son passage, pour remporter le prologue du Tour de France 1995 et porter durant deux étapes le maillot jaune.
Lors du Tour d'Espagne 1999, il profite d'un bon prologue et des secondes de bonifications obtenues sur des sprints intermédiaires lors d'une échappée sur la première étape en ligne, pour s'emparer du maillot de oro de leader. Il le conserve deux jours.

### Le Tour des Flandres
Jacky Durand remporte le Tour des Flandres, en 1992, 36 ans après le dernier vainqueur français, Jean Forestier en 1956. Pour gagner, il s'échappe du peloton avec le Suisse Thomas Wegmüller, alors qu'il reste encore 217 kilomètres à parcourir. Il parvient à lâcher Wegmüller et à résister au retour des favoris pour s'imposer en solitaire. Son succès après une si longue chevauchée solitaire, est resté dans la mémoire des fans belges. Des années plus tard, Durand est arrêté pour excès de vitesse. Le policier belge qui vient à sa voiture le reconnait et lui dit : « Vous avez gagné le Tour des Flandres en nonante-deux », et il le laisse partir. Durand a terminé sa carrière avec des équipes belges. Pour lui, « gagner le Ronde fait un peu de moi un Belge naturalisé. »

### Dopage et disqualification
Il est suspendu un mois avec sursis pour dopage en 1996 après un contrôle positif au Tour de la Côte Picarde. Par la suite, lors du Tour de France 2002, il est éliminé lors de l'étape montagneuse du Plateau de Beille dans les Pyrénées. Il s'est aidé d'une voiture pour gravir l'ascension finale, ce qui lui vaut une exclusion par le jury des commissaires.
Le 23 juillet 2013, le journal Le Monde annonce que les travaux d'une commission d'enquête sénatoriale sur l'efficacité de la lutte contre le dopage révèlent que des analyses réalisées en 2004 mettent en évidence la présence d'EPO dans l'urine de Jacky Durand lors du Tour de France 1998. Ce dernier admet au lendemain de cette annonce qu'il a eu recours à ces pratiques durant sa carrière. Il explique sur le site Internet d'Eurosport qu'il « assume ses actes » et déclare : « Quand vous voulez vivre votre passion et que vous bossez comme un damné de manière propre, mais que vous êtes, malgré tout, à la rue en termes de résultats par rapport à la concurrence, vous analysez la situation. Et pour vivre votre passion, participer et réussir sur le Tour de France, vous franchissez le pas. Il fallait « saler la soupe » comme disent les anciens, et ce, à contrecœur. Les Français ont commencé tardivement et cessé le plus souvent plus rapidement que la concurrence. » Il ajoute se soucier pour l'image du cyclisme, qui a pris les devants en matière de lutte antidopage, et la nouvelle génération de coureurs, bien plus « propre » mais qui risque de subir les amalgames avec sa génération.

### L'après carrière
En gagnant le Tour des Flandres en 1992 et Paris-Tours en 1998, Jacky Durand a par deux fois mis fin à des longues périodes de disette pour les coureurs français de, respectivement, 36 et 42 ans sur ces deux épreuves. Avant ses victoires, les derniers vainqueurs français de ces deux courses étaient :
- Jean Forestier en 1956 pour le Tour des Flandres ;
- Albert Bouvet en 1956 également pour Paris-Tours.

Après sa retraite sportive, il devient consultant sur la chaîne Eurosport aux côtés de Patrick Chassé et Richard Virenque. En 2019, il reçoit le Prix du commentateur sportif décerné par l'association des écrivains sportifs. Ce prix est décerné à un journaliste, professionnel, commentateur audiovisuel, aux connaissances et au jugement appréciés qui, dans ses interventions sur le sport, se sera exprimé avec le souci constant de respecter les règles de la langue française.
Le groupe la Brinche lui a dédié une chanson « Jacky Durand, histoire d'un homme qui n'aimait pas le peloton » en 2006 (David Ramolet et Grégory Brinchault). En 2008, Jacky Durand a chanté sa chanson sur scène avec le groupe.[réf. souhaitée]
À la fin des années 90, il s'installe en Isère, dans les environs de Grenoble, où il parraine depuis 2008 une journée consacrée au VTT (randonnées et balade familiale), « La Crantée de Jacky Durand », dont les bénéfices vont à l'association pour les écoles de Brié-et-Angonnes.
Courant des années 2000, il s'installe à l'ile Maurice.

### Vie privée
Fin 2017, son père Henri Durand est porté disparu aux alentours de son domicile de Ballots, en Mayenne, d'où il était parti pour une balade à vélo. Le 2 janvier 2018, son corps est retrouvé dans un étang de Saint-Michel-de-la-Roë, sans que l'on sache s'il s'agit d'un accident ou d'un suicide.

## Palmarès

### Palmarès amateur
| - 1987 - Paris-Ivry - Classement général de la Route de France - 3e étape des Boucles de la Mayenne - 2e étape du Tour de la Somme - 3e du Circuit de la vallée de la Loire - 1988 - Champion de France du contre-la-montre par équipes - 4ea étape du Circuit franco-belge (contre-la-montre) - 2e étape du Tour de Loire-Atlantique - 2e de la Ronde de l'Yonne - 3e du Tour de Loire-Atlantique | - 1989 - Grand Prix de Toulon - Route bretonne - Manche-Atlantique - Paris-Alençon - Prix du Conseil général du Val-de-Marne - 4e étape des Boucles de la Mayenne - Tour de la Vienne : - Classement général - 3eb étape (contre-la-montre) - 2e étape du Tour du Hainaut occidental - 2e de Paris-Auxerre |  |

### Palmarès professionnel
| - 1991 - Grand Prix d'Isbergues - 1992 - Tour des Flandres - 3e du Bol d'Air creusois - 9e de la Coupe du monde - 1993 - Champion de France sur route - 3e du Trio normand - 1994 - Champion de France sur route - 10e étape du Tour de France - 2e et 4e étapes du Tour du Limousin - 1995 - 4e étape du Grand Prix du Midi libre - Prologue du Tour de France - 3e du Tour de l'Oise - 1996 - 2e du Tour de Normandie - 2e du Grand Prix de la ville de Rennes - 2e du Tour du Poitou-Charentes - 3e du Tour de Vendée - 1997 - 2e d'À travers le Morbihan | - 1998 - 2e étape du Tour de Luxembourg - Tour de France : - Prix de la combativité - 8e étape - 7e étape du Tour de Pologne - Paris-Tours - 2e du Tour de Pologne - 3e du Tour du Limousin - 1999 - 6e étape de Paris-Nice - Prix de la combativité du Tour de France - 2000 - 2e du championnat de France sur route - 2001 - Tro Bro Leon - 2e du Circuit franco-belge - 2002 - 1re étape du Critérium du Dauphiné libéré - 2e du Tour de Picardie - 2e de Paris-Tours |  |

## Résultats sur les grands tours

### Tour de France
10 participations
- 1992 : 119e
- 1993 : 121e
- 1994 : abandon (14e étape), vainqueur de la 10e étape
- 1995 : abandon (10e étape), vainqueur du prologue,  maillot jaune pendant 2 jours
- 1996 : 115e
- 1998 : 65e, vainqueur de la 8e étape,  Prix de la combativité
- 1999 : 141e et lanterne rouge,  Prix de la combativité
- 2000 : 74e
- 2001 : 127e
- 2002 : mis hors-course (12e étape)

### Tour d'Italie
3 participations
- 1991 : 90e
- 1992 : 104e
- 2004 : abandon (18e étape)

### Tour d'Espagne
2 participations
- 1997 : 116e
- 1999 : non-partant (11e étape),  maillot or pendant 2 jours